# قزل‌تپه
قزل‌تپه (به ترکی استانبولی: Qoser :به کُردی‌  Kızıltepe) شهری است در کشور ترکیه که در استان ماردین واقع شده‌است. جمعیت این شهر بر اساس سرشماری سال ۲۰۰۸ میلادی ۱۲۵٬۴۵۵ نفر و بر اساس برآوردهای سال ۲۰۰۹ میلادی ۱۲۳٬۷۶۲ نفر می‌باشد. قزل‌تپه در ۲۰_۱۵ کیلومتری شهر ماردین قرار دارد و بزرگترین شهر استان ماردین است و جمعیت آن اکثراً کردتبار هستند.